# Tournoi de tennis d'Abou Dabi
Le tournoi exhibition d'Abou Dabi, appelé officiellement Mubadala World Tennis Championship (pour des raisons de parrainage), s'est tenu chaque année de 2009 à 2023 à Abou Dabi, aux Émirats arabes unis. Il était considéré comme le premier tournoi en simple de la saison pour les meilleurs joueurs mondiaux masculins, bien que n'appartenant pas officiellement à l'ATP. En 2018, un match féminin est organisé pour la première fois. Les éditions féminines exhibition se sont tenues de 2018 à 2023
Depuis 2021, un tournoi disputé à Abou Dabi apparaît au calendrier officiel de la WTA. Il est organisé début janvier, en catégorie WTA 500 en remplacement des tournois d'Auckland et Shenzhen.

## Histoire
En novembre 2008, les entreprises Flash et Capitala annoncent avec IMG la création d'un tournoi d'exhibition à Abou Dabi. L'évènement, initialement appelé Capitala World Tennis Championship, est organisé pour promouvoir le sport dans le Moyen-Orient, région qui accueille déjà l'Open de Dubaï et l'Open de Doha tous deux présents dans l'ATP World Tour et le WTA Tour, ainsi que les Masters de tennis féminin qui sont organisés à Doha entre 2008 et 2010.
Six joueurs parmi les meilleurs mondiaux sont invités pour ce tournoi de trois jours qui constitue une préparation à l'Open d'Australie, premier tournoi du Grand Chelem qui se déroule dans la deuxième quinzaine du mois de janvier. Ce tournoi est similaire au Kooyong Classic qui se déroule à Melbourne en Australie depuis 1988.
En 2018, un match féminin est organisé pour la première fois.

## Palmarès messieurs (exhibition)
| No | Date       | Nom et lieu du tournoi                        | Catégorie | Dotation  | Surface    | Vainqueur          | Finaliste             | Score           |         |
| -- | ---------- | --------------------------------------------- | --------- | --------- | ---------- | ------------------ | --------------------- | --------------- | ------- |
| 1  | 01-01-2009 | Capitala World Tennis Championship, Abou Dabi | Non-ATP   | 250 000 $ | Dur (ext.) | Andy Murray        | Rafael Nadal          | 6-4, 5-7, 6-3   | Tableau |
| 2  | 31-12-2009 | Capitala World Tennis Championship, Abou Dabi | Non-ATP   | 250 000 $ | Dur (ext.) | Rafael Nadal       | Robin Söderling       | 7-63, 7-5       | Tableau |
| 3  | 30-12-2010 | Mubadala World Tennis Championship, Abou Dabi | Non-ATP   | 250 000 $ | Dur (ext.) | Rafael Nadal       | Roger Federer         | 7-64, 7-63      | Tableau |
| 4  | 29-12-2011 | Mubadala World Tennis Championship, Abou Dabi | Non-ATP   | 250 000 $ | Dur (ext.) | Novak Djokovic     | David Ferrer          | 6-2, 6-1        | Tableau |
| 5  | 27-12-2012 | Mubadala World Tennis Championship, Abou Dabi | Non-ATP   | 250 000 $ | Dur (ext.) | Novak Djokovic     | Nicolás Almagro       | 64-7, 6-3, 6-4  | Tableau |
| 6  | 26-12-2013 | Mubadala World Tennis Championship, Abou Dabi | Non-ATP   | 250 000 $ | Dur (ext.) | Novak Djokovic     | David Ferrer          | 7-5, 6-2        | Tableau |
| 7  | 01-01-2015 | Mubadala World Tennis Championship, Abou Dabi | Non-ATP   | 250 000 $ | Dur (ext.) | Andy Murray        | Novak Djokovic        | Forfait         | Tableau |
| 8  | 31-12-2015 | Mubadala World Tennis Championship, Abou Dabi | Non-ATP   | 250 000 $ | Dur (ext.) | Rafael Nadal       | Milos Raonic          | 7-62, 6-3       | Tableau |
| 9  | 29-12-2016 | Mubadala World Tennis Championship, Abou Dabi | Non-ATP   | 250 000 $ | Dur (ext.) | Rafael Nadal       | David Goffin          | 6-4, 7-65       | Tableau |
| 10 | 28-12-2017 | Mubadala World Tennis Championship, Abou Dabi | Non-ATP   | 250 000 $ | Dur (ext.) | Kevin Anderson     | Roberto Bautista-Agut | 6-4, 7-61       | Tableau |
| 11 | 27-12-2018 | Mubadala World Tennis Championship, Abou Dabi | Non-ATP   | 250 000 $ | Dur (ext.) | Novak Djokovic     | Kevin Anderson        | 4-6, 7-5, 7-5   | Tableau |
| 12 | 19-12-2019 | Mubadala World Tennis Championship, Abou Dabi | Non-ATP   | 250 000 $ | Dur (ext.) | Rafael Nadal       | Stéfanos Tsitsipás    | 63-7, 7-5, 7-63 | Tableau |
| 13 | 16-12-2021 | Mubadala World Tennis Championship, Abou Dabi | Non-ATP   | 250 000 $ | Dur (ext.) | Andrey Rublev      | Andy Murray           | 6-2, 7-62       | Tableau |
| 14 | 16-12-2022 | Mubadala World Tennis Championship, Abou Dabi | Non-ATP   | 250 000 $ | Dur (ext.) | Stéfanos Tsitsipás | Andrey Rublev         | 6-4, 2-6, 6-4   | Tableau |

## Palmarès dames (exhibition)
| No | Date       | Nom et lieu du tournoi                        | Catégorie  | Dotation  | Surface    | Vainqueure       | Finaliste        | Score            |         |
| -- | ---------- | --------------------------------------------- | ---------- | --------- | ---------- | ---------------- | ---------------- | ---------------- | ------- |
| 1  | 28-12-2017 | Mubadala World Tennis Championship, Abou Dabi | Exhibition | 250 000 $ | Dur (ext.) | Jeļena Ostapenko | Serena Williams  | 6-2, 3-6, [10-5] | Tableau |
| 2  | 27-12-2018 | Mubadala World Tennis Championship, Abou Dabi | Exhibition | 250 000 $ | Dur (ext.) | Venus Williams   | Serena Williams  | 4-6, 6-3, [10-8] | Tableau |
| 3  | 19-12-2019 | Mubadala World Tennis Championship, Abou Dabi | Exhibition | 250 000 $ | Dur (ext.) | Maria Sharapova  | Ajla Tomljanović | 6-4, 7-5         | Tableau |
| 4  | 18-12-2021 | Mubadala World Tennis Championship, Abou Dabi | Exhibition | 250 000 $ | Dur (ext.) | Ons Jabeur       | Belinda Bencic   | 4-6, 6-3, [10-8] | Tableau |
| 5  | 18-12-2022 | Mubadala World Tennis Championship, Abou Dabi | Exhibition | 250 000 $ | Dur (ext.) | Ons Jabeur       | Emma Raducanu    | 5-7, 7-6, [10-8] | Tableau |

## Palmarès dames WTA

### Simple
| No | Date       | Nom et lieu du tournoi                       | Catégorie      | Dotation       | Surface        | Vainqueure      | Finaliste            | Score          |                |
| -- | ---------- | -------------------------------------------- | -------------- | -------------- | -------------- | --------------- | -------------------- | -------------- | -------------- |
| 1  | 06-01-2021 | Abu Dhabi WTA Women's Tennis Open, Abou Dabi | WTA 500        | 565 530 $      | Dur (ext.)     | Aryna Sabalenka | Veronika Kudermetova | 6-2, 6-2       | Tableau        |
|    | 2022       | Pas de tournoi                               | Pas de tournoi | Pas de tournoi | Pas de tournoi | Pas de tournoi  | Pas de tournoi       | Pas de tournoi | Pas de tournoi |
| 2  | 06-02-2023 | Mubadala Abu Dhabi Open, Abou Dabi           | WTA 500        | 780 637 $      | Dur (ext.)     | Belinda Bencic  | Liudmila Samsonova   | 1-6, 7-68, 6-4 | Tableau        |
| 3  | 05-02-2024 | Mubadala Abu Dhabi Open, Abou Dabi           | WTA 500        | 922 573 $      | Dur (ext.)     | Elena Rybakina  | Daria Kasatkina      | 6-1, 6-4       | Tableau        |
| 4  | 03-02-2025 | Mubadala Abu Dhabi Open, Abou Dabi           | WTA 500        | 1 064 510 $    | Dur (ext.)     | Belinda Bencic  | Ashlyn Krueger       | 4-6, 6-1, 6-1  | Tableau        |

### Double
| No | Date       | Nom et lieu du tournoi                      | Catégorie      | Dotation       | Surface        | Vainqueures                       | Finalistes                      | Score            |                |
| -- | ---------- | ------------------------------------------- | -------------- | -------------- | -------------- | --------------------------------- | ------------------------------- | ---------------- | -------------- |
| 1  | 06-01-2021 | Abu Dhabi WTA Women's Tennis Open Abou Dabi | WTA 500        | 565 530 $      | Dur (ext.)     | Shuko Aoyama Ena Shibahara        | Hayley Carter Luisa Stefani     | 7-65, 6-4        | Tableau        |
|    | 2022       | Pas de tournoi                              | Pas de tournoi | Pas de tournoi | Pas de tournoi | Pas de tournoi                    | Pas de tournoi                  | Pas de tournoi   | Pas de tournoi |
| 2  | 06-02-2023 | Mubadala Abu Dhabi Open Abou Dabi           | WTA 500        | 780 637 $      | Dur (ext.)     | Luisa Stefani Zhang Shuai         | Shuko Aoyama Chan Hao-ching     | 3-6, 6-2, [10-8] | Tableau        |
| 3  | 05-02-2024 | Mubadala Abu Dhabi Open Abou Dabi           | WTA 500        | 922 573 $      | Dur (ext.)     | Sofia Kenin Bethanie Mattek-Sands | Linda Nosková Heather Watson    | 6-4, 7-64        | Tableau        |
| 4  | 03-02-2025 | Mubadala Abu Dhabi Open Abou Dabi           | WTA 500        | 1 064 510 $    | Dur (ext.)     | Jeļena Ostapenko Ellen Perez      | Kristina Mladenovic Zhang Shuai | 6-2, 6-1         | Tableau        |